# Robin Warren

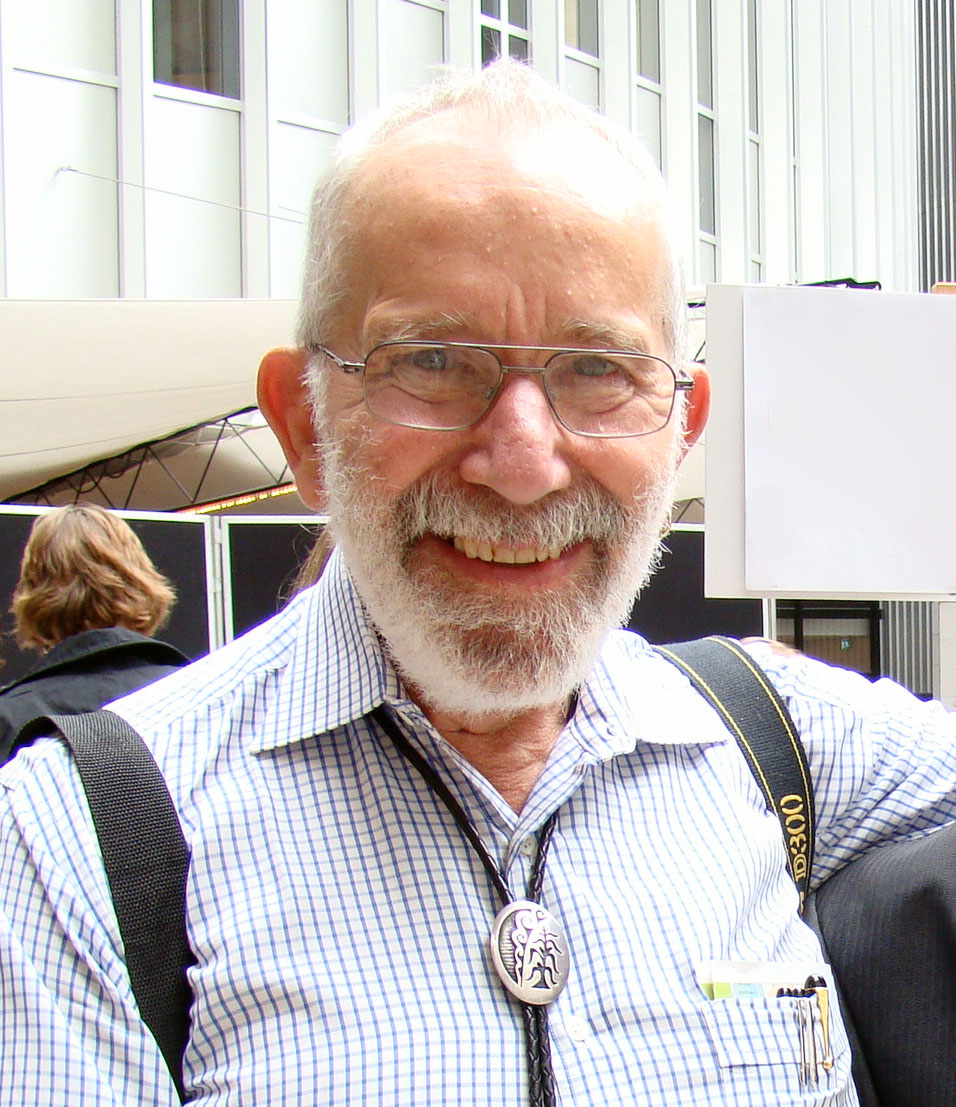
Robin Warren, 2009

John Robin Warren, auch J. Robin Warren (* 11. Juni 1937 in Adelaide; † 23. Juli 2024 in Perth), war ein australischer Pathologe und Nobelpreisträger für Physiologie und Medizin 2005.

## Leben
Warren schloss sein Medizinstudium 1961 an der University of Adelaide ab. Er wurde in klinischer Pathologie am Institute of Medical and Veterinary Science (IMVS) des Royal Adelaide Hospitals ausgebildet. Er wechselte 1964 an das Royal Melbourne Hospital und 1968 an das Royal Perth Hospital, wo er den Rest seiner Karriere als leitender Pathologe verbrachte, bis er 1999 als emeritierter Professor in den Ruhestand ging. Im Jahr 1967 war Warren in das Royal College of Pathologists of Australasia gewählt worden.
Zusammen mit dem Arzt Barry Marshall erhielt er im Dezember 2005 den Nobelpreis für Physiologie oder Medizin für die Entdeckung des Magenbakteriums Helicobacter pylori und die Aufklärung von dessen Rolle bei der Bildung von Magengeschwüren und Magenkrebs. 1994 hatten beide Forscher bereits den Warren Alpert Foundation Prize verliehen bekommen, 1997 den Paul-Ehrlich-und-Ludwig-Darmstaedter-Preis. Warren und Marshall identifizierten in Biopsien von Patienten mit Gastritis (Magenentzündung) eine neue Bakterienspezies, die sie als Helicobacter pylori beschrieben.
Durch einen Selbstversuch Marshalls gelang 1984 der Nachweis, dass nicht Stress und Übersäuerung des Magens die wichtigsten Gründe für Magenschleimhautentzündungen, Magengeschwüre und Magenkrebs sind, sondern das neu entdeckte Bakterium. Nachdem es den beiden Forschern gelungen war, Helicobacter pylori zu kultivieren, erklärte sich Marshall bereit, mehrere Milliarden der Bakterien zu schlucken. Bis zu diesem Zeitpunkt galt es als gesicherte Lehrmeinung, dass Bakterien das saure Milieu des Magens nicht überleben könnten. Bereits nach nur einer Woche zeigten sich bei Marshall die ersten akuten Symptome von Gastritis und nach einer Biopsie war klar, dass sich sowohl eine Infektion mit H. pylori als auch eine schwere Gastritis entwickelt hatte. Marshall wurde durch Behandlung mit Bismutpräparaten und Antibiotika geheilt.
In der Folgezeit fanden Warren, Marshall und weitere Wissenschaftler heraus, dass die meisten Fälle von Magengeschwüren und auch einige Fälle von Magenkrebs auf das vermeintlich harmlose Bakterium H. pylori zurückzuführen sind. Gleichzeitig konnten sie zeigen, dass eine Heilung durch die Gabe von Antibiotika möglich ist. Außerdem erbrachten sie den Nachweis, dass gewisse Bakterien auch im extremen Milieu der Magensäure (nüchtern pH 1–1,4) überleben können.
Robin Warren hatte gemeinsam mit seiner Frau sechs Kinder.
Er starb am 23. Juli 2024 im Alter von 87 Jahren in Perth.
Der Asteroid (254863) Robinwarren ist nach ihm benannt.